# Russisch formalisme

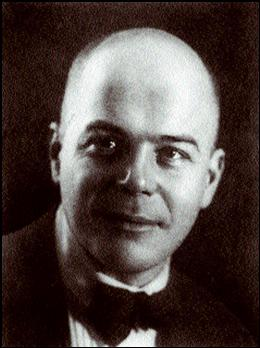
Viktor Sjklovski - een bekende vertegenwoordiger van het Russisch Formalisme

Het Russisch formalisme (Russisch: Русский формализм, Russkij formalizm) is een vorm van taalkunde en literatuurwetenschap die in Rusland werd beoefend tussen 1915-1930. De vertegenwoordigers van deze stroming worden Russische formalisten genoemd. De beoefenaars concentreerden zich op de formele kenmerken van de literaire tekst en op de effecten daarvan. Ze verzetten zich tegen symbolisme, psychologische duiding, interpretaties met hulp van de auteursbiografie en de marxistische literatuuropvatting.

## Opvattingen
De Russische formalisten onderhielden contacten met de Russische futuristen, zoals Majakovski en Chlebnikov. Ze hadden veel aandacht voor de trucs en kunstgrepen waarmee de taal wordt gebruikt om literaire teksten te maken. Ze beschouwden vorm en inhoud als onverbrekelijk; vorm bepaalt de betekenis. En ze meenden ook dat bijvoorbeeld de verwikkelingen in een roman eerder het gevolg zijn van romantechnische dan van psychische of sociale factoren. Het literaire werk is autonoom.
Literaire teksten hebben altijd een bijzondere vorm. Deze vorm is bedoeld, volgens de Russische formalisten, om de 'automatische' reacties van de lezer te ontregelen. Het vervreemdende effect van de literaire tekst is wezenlijk voor het scheppen van een nieuwe inhoud. Een belangrijk onderscheid wordt binnen het Russisch formalisme gemaakt tussen fabula (kale feitenrelaas) en suzjet (literaire plot). De schrijver doet iets bijzonders met het feitenrelaas, hij creëert spanning of schept verwarring, hij draait de volgorde om of voegt een verdubbeling toe, met als doel een leesbare tekst en een nieuwe inhoud te maken.

## Vertegenwoordigers
Vertegenwoordigers van het Russisch formalisme zijn o.a.: V.V. Vinogradov, Osip Brik, Roman Jakobson, Viktor Sjklovski, Boris Eichenbaum, Boris Tomasevski en Joeri Tynjanov.
- Osip Brik (1888-1945) en Roman Jakobson (1896-1982) hielden zich bezig met ritmische en metrische structuren in de poëzie
- Viktor Sjklovski (1893-1984) en Boris Eichenbaum (1886-1959) bestudeerden verhaalstructuren
- V.V. Vinogadrov (1895-1969) hield zich bezig met stijl(figuren)
- Joeri Tynjanov (1894-1943) was specialist in de wisselwerking tussen literaire genres
- Boris Tomasevski (1890-1956) bestudeerde semantische structuren en de constructie van het thema

Er was een groep in Moskou die zich vooral bezighield met taalkunde, geleid door Jakobson, en een groep in St. Petersburg die zich vooral bezighield met letterkunde, met als centrale figuur Sjklovski. De groep van Jakobson kwam bijeen in de Moskouse Taalkundige Kring (Russisch: Московский лингвистический кружок). De groep van Sjklovski heette: Gezelschap voor de bestudering van de poëtische taal (Russisch: Опояз).
De communistische praktijk in het Rusland van na 1917 maakte het vrijwel onmogelijk voor de Russische formalisten zich naar eigen inzicht bezig te houden met hun werk; het socialistisch realisme werd de norm. Sommigen weken uit; anderen werkten, onder grote druk, samen met de autoriteiten. Hun wetenschappelijke oriëntatie is in 1926 voortgezet door het Praags structuralisme.

## Receptie
De invloed van de Russische formalisten is groter geweest dan hun bekendheid bij het grote publiek doet vermoeden. Het is niet ongebruikelijk de eigenlijke literatuurwetenschap met hun werkzaamheid te laten beginnen.
Bepaalde opvattingen van het Russisch formalisme, met name de aandacht voor het autonome kunstwerk, zijn terug te vinden in de literatuurwetenschappelijke beweging New Criticism. In Nederland schreven aanhangers van die stroming (close reading) in het blad Merlyn. Paul Rodenko was een van de eersten die voor het Russisch formalisme in Nederland aandacht vroegen. De theorieën van de formalisten bleken bruikbaar om de vervreemdende taal van de Nederlandse vijftigers te begrijpen.
Karel van het Reve had een zekere waardering voor de Russische formalisten. Vooral hun afkeer van duiding en psychologische interpretaties, en ook hun positieve aandacht voor vorm en effect, vielen bij hem in de smaak.